# Perelandra
Perelandra ou Voyage à Vénus (titre original : Perelandra ou Voyage to Venus) est un roman de l'écrivain irlandais C. S. Lewis publié en 1943. Il s'agit du deuxième tome de la Trilogie cosmique. En France, il est paru en 1976 sous le titre Voyage à Vénus.

## Résumé
Elwin Ransom, professeur de philologie à l'université de Cambridge se rend sur Vénus. La planète est recouverte d'eau sur laquelle se meuvent des îlots. Elwin y rencontre une femme verte à la recherche de son roi. Le déroulement de l'histoire est similaire à une Genèse dans laquelle le bien est vainqueur.

## Éditions françaises
- 1967 : Voyage à Vénus (recueil de 3 titres[2]) ; traduit par Marguerite Faguer et Frank Straschitz, Paris : Club du livre d'anticipation, collection : Les Classiques de la science-fiction no 8[1] (1re édition)

Rééditions :
- 1976 : Voyage à Vénus ; traduit par Frank Straschitz ; illustré par Christian Broutin, Collection : Les Chefs-d'œuvre de la science-fiction et du fantastique, Paris : Retz, cop., 254 p. [3]  (ISBN 2-7256-0078-2)
- 1981 : Voyage à Vénus ; traduit par Frank Straschitz, Paris : Oswald, Collection : Série Fantastique, science-fiction, aventure[4]  (ISBN 2-7304-0112-1)
- 2008 : Perelandra : voyage à Vénus ; traduit de l'anglais par Maurice Le Péchoux, Collection : Folio. Science-fiction no 309, Paris : Gallimard[5]  (ISBN 978-2-07-034611-0)